# Pantami Township Stadium
Das Pantami Township Stadium, auch als Pantami Stadium bekannt, ist ein Fußballstadion mit Leichtathletikanlage in der nigerianischen Stadt Gombe, Bundesstaat Gombe. Es ist die Heimspielstätte der Fußballvereine Gombe United FC und Doma United FC. Die Spielfläche ist mit Kunstrasen ausgestattet.
Die Sportanlage wird auch für staatliche und nationale zeremonielle Veranstaltungen genutzt. 